# Chloroclystis celidota
Chloroclystis celidota är en fjärilsart som beskrevs av Turner 1931. Chloroclystis celidota ingår i släktet Chloroclystis och familjen mätare. Inga underarter finns listade i Catalogue of Life.